# جلال كعوش
جلال محمد العبد كعوش (1924 - 1966 ) أول شهيد للمقاومة الفلسطينية من حركة فتح فوق الأرض اللبنانية.

## حياته
ولد في قرية ميرون قضاء صفد في فلسطين المحتلة، وتلقى دراسته الابتدائية في قريته. وفي سنة 1948 هاجر مع عائلته إلى لبنان، وأقام في مخيم عين الحلوة للاجئين في مدينة صيدا . قضت إحدى المحاكم اللبنانية بحبسه خمس عشرة سنة لاقدامه على نسف السفارة الفرنسية ببيروت عام 1957 انتقاماً من الجرائم الفرنسية في الجزائر، لكنه نجح في الهرب من سجن بعلبك أثناء الثورة الوطنية اللبنانية في سنة 1958، وتوجه إلى سورية، ومنها عاد مع بعض المسلحين، وانضموا جميعاً إلى الثوار في منطقة صيدا. وغدا جلال كعوش القائد العسكري لهذه المنطقة.
انضم في أواسط الستينات إلى حركة فتح، وفي يوم 13 ديسمبر 1965 اعتقله رجال المكتب الثاني اللبناني، ثم ما لبثوا أن أطلقوا سراحه، ليعيدوا اعتقاله بعد خمسة أيام. وفي 9 يناير 1966 سلم رجال المكتب الثاني اللبناني جلال كعوش جثة هامدة إلى ذويه. أصدرت وزارة الدفاع اللبنانية بلاغاً حول مقتله اعترفت فيه باعتقاله من “مخيم عين الحلوة، الواقع ضمن المنطقة العسكرية. للتحقيق معه بقضية تتعلق بسلامة القوى العسكرية” وأنه “أثناء التحقيق معه، غافل المحققين وقفز من غرفة التحقيق في طابق علوي، محاولاً الفرار، فأصيب بجراح ورضوض” انتهت بوفاته بعد ثلاثة أيام. لكن الكشف الطبي أشار أنه تعرض لكدمات عنيفة كانت السبب في نزيف حاد عجز الأطباء عن السيطرة عليه، مما تسبب في وفاته.
شيع جلال كعوش في 10 يناير 1966 في موكب مهيب في مدينة صيدا، ودفن في مقبرتها.